# Cleiton Collins
Cleiton Gonçalves da Silva (Petrolina de Goiás, 7 de agosto de 1967), mais conhecido como Cleiton Collins, é um pastor protestante e político brasileiro. É deputado estadual de Pernambuco pelo PP.

## Biografia
Foi eleito deputado estadual de Pernambuco em 2002 com 41.442 votos e atualmente está em seu sexto mandato consecutivo. Em 2018 teve 106.394 votos, a segunda maior votação no estado. Em julho de 2018, foi presidente da Assembleia Legislativa por causa da morte de Guilherme Uchoa, exerceu o cargo interinamente até a eleição de Eriberto Medeiros em 1º de agosto do mesmo ano. Em 2022, foi reeleito com 50.510 votos.